# (38846) 2000 SH68
2000 SH68 (asteroide 38846) é um asteroide da cintura principal. Possui uma excentricidade de 0.17776240 e uma inclinação de 3.69036º.
Este asteroide foi descoberto no dia 24 de setembro de 2000 por LINEAR em Socorro.